# Bonnes nouvelles du Vatican
Bonnes nouvelles du Vatican (titre original : Good News from the Vatican) est une nouvelle de science-fiction de Robert Silverberg, publiée en 1971.
La nouvelle a été récompensée du prix Nebula de la meilleure nouvelle 1972.

## Publications
Entre 1971 et 2016, la nouvelle a été éditée à environ une cinquantaine de reprises dans des recueils de nouvelles de Robert Silverberg ou des anthologies de science-fiction.

### Publications aux États-Unis
La nouvelle est parue en 1971 dans Universe 1, anthologie composée par Terry Carr.
Elle a ensuite été régulièrement rééditée dans divers recueils de Robert Silverberg et diverses anthologies.

### Publications en France
La nouvelle est notamment publiée en France :
- dans l'anthologie Les Fenêtres internes, UGE (Union Générale d'Éditions), 2e trimestre 1978  (ISBN 2-264-00891-1), collection 10/18, no 1236 ;
- dans l'anthologie Histoires divines (1983, réédition 1989) ;
- en 2002 dans le recueil Les Jeux du Capricorne, avec une traduction de Jacques Chambon ; il y a eu une nouvelle édition en livre de poche chez J'ai lu en 2004. La nouvelle est donc l'une des 124 « meilleures nouvelles » de Silverberg sélectionnées pour l'ensemble de recueils Nouvelles au fil du temps, dont Les Jeux du Capricorne est le deuxième tome.

### Publications dans d'autres pays européens
La nouvelle a été publiée :
- en Italie sous le titre Buone notizie dal Vaticano (1973)[3] ;
- aux Pays-Bas sous le titre Goede Tijding uit het Vaticaan (1975)[4] ;
- en Allemagne sous le titre Gute Nachrichten aus dem Vatikan (1981)[5] ;
- en Croatie sous le titre Dobre vijesti iz Vatikana (1988).

## Résumé
Le narrateur, dont le lecteur ignorera le nom et le prénom, est le membre d'un groupe de touristes qui sont venus visiter Rome, et notamment la place Saint-Pierre, au Vatican. Il y a aussi un prêtre et un rabbin. Le groupe est à Rome alors qu'un conclave vient de débuter. Qui va être élu ? Le cardinal de Milan, Asciuga, ou son adversaire le cardinal de Gênes, Carciofo ? Aucun des deux ne parvenant à obtenir la majorité qualifiée nécessaire, les cardinaux du Sacré Collège, ne parvenant pas à s'entendre entre eux sur le choix d'un pape, élisent un robot. Celui-ci décide de régner sous le nom de Sixte VII.

## Distinction
La nouvelle a été récompensée du prix Nebula de la meilleure nouvelle 1972.